# Viña del Mar Challenger 1984
Il Viña del Mar Challenger 1984 è stato un torneo di tennis facente parte della categoria ATP Challenger Series nell'ambito dell'ATP Challenger Series 1984. Il torneo si è giocato a Viña del Mar in Cile dal 29 febbraio al 4 marzo 1984 su campi in terra rossa.

## Vincitori

### Singolare
Álvaro Fillol ha battuto in finale  Hans Gildemeister con il punteggio di 6–4, 6–4

### Doppio
Carlos Gattiker /  Gustavo Tiberti hanno battuto in finale  Hans Gildemeister /  Belus Prajoux con il punteggio di 6–4, 5–7, 6–3